# Hunslet
Hunslet – dzielnica miasta Leeds w Anglii, w hrabstwie West Yorkshire, w dystrykcie Leeds. Leży 2 km od centrum miasta Leeds. W 1921 roku civil parish liczyła 71 626 mieszkańców. Hunslet jest wspomniana w Domesday Book (1086) jako Hunslet.